# Arjun Erigaisi
Arjun Erigaisi (telugu అర్జున్ ఎరిగైసి; ur. 3 września 2003 w Warangal) – indyjski szachista. Arcymistrz od 2018 roku.

## Kariera szachowa

### 2015–2018
W 2015 roku Arjun zdobył srebrny medal w Mistrzostwach Azji juniorów do lat 12 w szachach. Trzy lata później został pierwszym arcymistrzem szachowym pochodzącym ze stanu Telangana. 

### 2021
W 2021 wziął udział w turnieju arcymistrzowskim Goldmoney Asian Rapid, gdzie zajął dzielone 7. miejsce razem z Aniszem Girim i Alirezą Firuzdżą, zdobywając 9 pkt. W październiku tego roku wystartował w otwartych mistrzostwach okrągłego stołu juniorów do lat 21 – zajął w nich pierwsze miejsce, dzieląc je z Aleksiejem Saraną (razem zdobyli po 7 pkt). Miesiąc później zwyciężył w turnieju szachów szybkich Tata Steel Chess India Rapid 2021, z wynikiem 6.5/9 punktów, wyprzedzając m.in.: Lewona Aroniana i R. Praggnanandhę.

### 2022
W styczniu 2022 wygrał sekcję Challengers elitarnego turnieju Tata Steel Chess, rozgrywanego w holenderskim mieście Wijk an Zee. Dwa miesiące później zwyciężył w 58. Indywidualnych Mistrzostwach Indii w szachach z wynikiem 8.5/11 punktów. W sierpniu tego roku wygrał również 28. Międzynarodowy Festiwal Szachowy w Abu Zabi z wynikiem 7,5/9. W grudniu 2022 roku zwyciężył w turnieju szachów błyskawicznych Tata Steel Chess India 2022 z wynikiem 12.5/18.

### 2024
W kwietniu 2024 r. wygrał turniej Menorca Open A, a w czerwcu zwyciężył w Memoriale Stepana Awagiana, dzięki czemu został najwyżej notowanym Hinudsem na liście rankingowej FIDE.
Najwyższy ranking w dotychczasowej karierze osiągnął 1 lipca 2024, z wynikiem 2778 punktów.